# 苍蝇塔

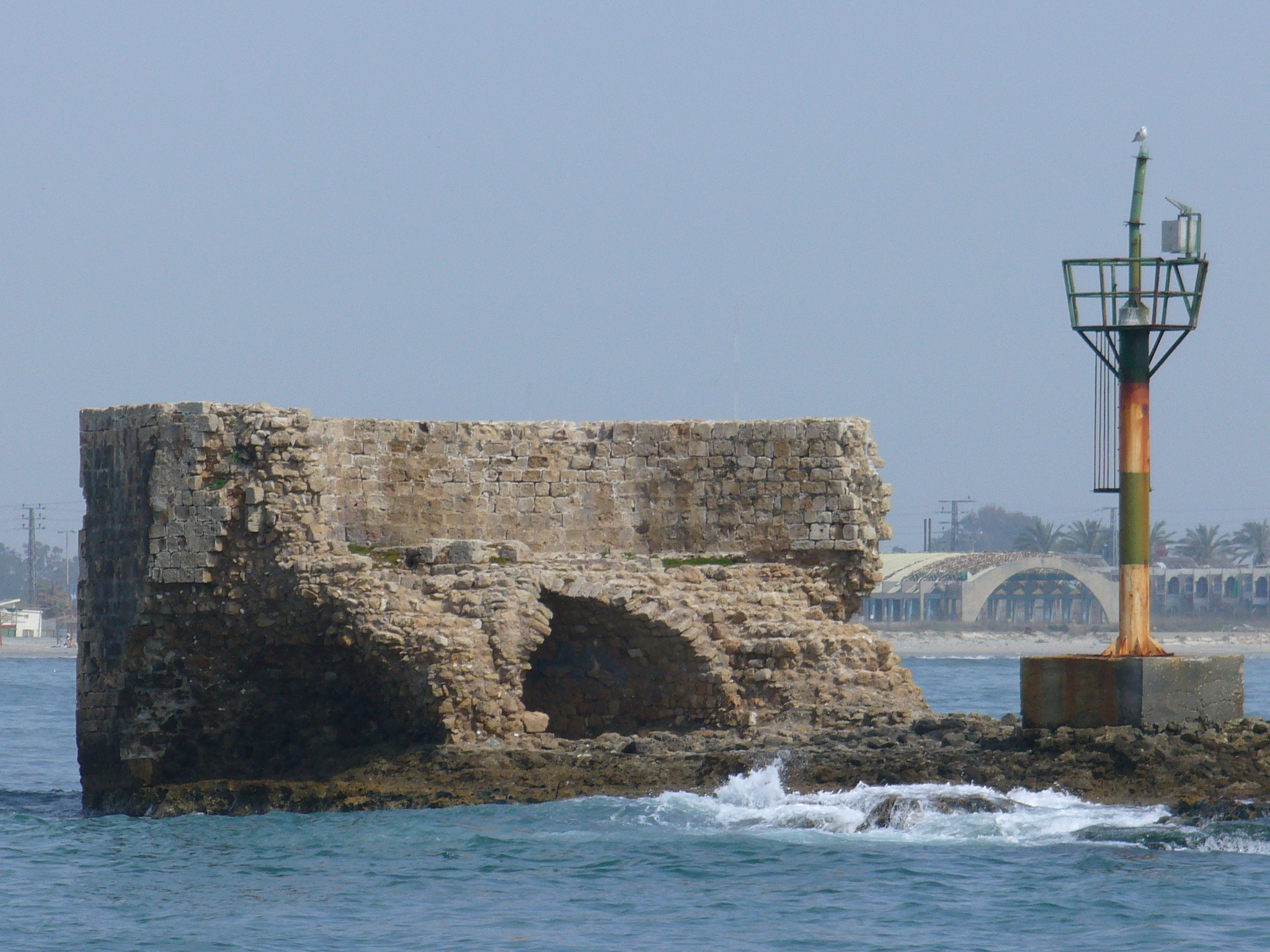
苍蝇塔废墟

苍蝇塔（Tower of Flies）是以色列中世纪港口城市阿卡一个小岛上的古代守卫塔，俯瞰港口，保护该市兴旺的海上贸易，并充当灯塔。今天苍蝇塔仅存废墟。
苍蝇塔最早可能建于腓尼基时代。第一次十字军征服该城后，重建该塔。该塔还连接巨大的锁链，拦截进入港口的船只。